# Oscar Saturnino de Paiva
Oscar Saturnino de Paiva (Rio Grande do Sul, 14 de dezembro de 1875 — Rio de Janeiro, 26 de maio de 1944) foi um coronel do Exército Brasileiro e comandante na Revolução Constitucionalista de 1932.

## Biografia

### Início da vida
Oscar Saturnino de Paiva nasceu em 14 de dezembro de 1875 no Rio Grande do Sul. Teve seis irmãos, entre os quais, Joaquim Saturnino dos Santos Paiva, Elvira Paiva Pereira da Cunha, Carolina Paiva e Presciliana Paiva. Era casado em segundas núpcias com Rosa Braga de Abreu Paiva (falecida em junho de 1968), tendo sido a sua primeira esposa a sra. Aurora de Assis Teixeira Paiva. Teve nove filhos: Murilo (falecido em 1910), Zilda, Jorge, Beatriz, Mère, Magdalena, Oscar, Maria Dogma e Rubens. A exemplo do pai, Oscar e Rubens também seguiram carreira no oficialato do Exército Brasileiro.

### Carreira militar
Em 19 de fevereiro de 1891 assentou praça no Exército Brasileiro, na Escola Militar do Rio Grande do Sul, sediado na capital gaúcha. Em 1891 era soldado aluno no 2º Regimento Escola. No ano seguinte, por ato do Ministro da Guerra, foi desligado da Escola Militar de Porto Alegre, junto a outros 137 entre alunos e oficiais, por supostos atos de indisciplina e insubordinação, porém, foi anistiado. Em 1892, estava classificado no 2º Batalhão de Engenharia. Em 1893 ingressou na então Escola Militar Preparatória de Porto Alegre. Em 1894 efetuou matrícula na então Escola Militar do Brazil, na cidade do Rio de Janeiro, onde chegou a ser comissionado temporariamente no posto 2º tenente. Naquele ano o então aluno oficial foi comissionado 2º tenente na arma de engenharia e classificado na 3ª Cia do 1º batalhão de engenharia. Em 8 de abril de 1897 obteve transferência para Escola Militar do Rio Grande do Sul, em Porto Alegre, onde em 1898 concluiu o curso para o oficialato.
Em abril de 1899 matriculou-se no curso especial na Escola Militar do Brazil no Rio de Janeiro e classificado na 3ª Cia do 1º Batalhão de Engenharia. Diplomou-se em engenharia e ciências.
Em 16 de março de 1901 foi promovido a 2º tenente e classificado para servir no 1º Batalhão de Engenharia. Na sequência, foi transferido para o 2º Batalhão de Engenharia, então sediado em Curitiba, integrado a 11º Região Militar respectiva aos Estados do Paraná e Santa Catarina.
Em junho de 1901 o 2º tenente serviu na 3ª companhia do 1º Batalhão de Engenharia, então sediado em Ponta Grossa no Estado do Paraná.
Ainda em 1901 atuou no projeto e na construção da estrada de ferro que liga o Paraná ao então Estado do Mato Grosso.
Em 1902 o então 2º tenente atuou na construção da estrada de ferro entre Paraná e o Mato Grosso.
Em 1903 foi nomeado auxiliar de delegacia no Estado-Maior junto ao 5º distrito, no Paraná. Em setembro daquele ano adquiriu matrimônio com Aurora de Assis Teixeira.
Em 8 de outubro de 1908 foi promovido a 1º tenente, por antiguidade.
Em maio de 1909 o então 1º tenente foi encarregado para servir na comissão de estudos no litoral de Santa Catarina para a fortificação e defesa dos portos.
Em 1910 serviu como auxiliar intendente de Armamento e material bélico na então 11ª Região de Inspeção Militar, em Curitiba, no Paraná.
Em outubro de 1910 assumiu como encarregado da obras e fortificações do Forte de Paranaguá. Naquele ano ainda serviu como auxiliar de gabinete no Ministério da Guerra.
Em 10 de agosto de 1911 foi promovido a capitão.
Em 1917, comandou a 3ª Cia do 2º Batalhão de Engenharia de Paranaguá, no Estado do Paraná. No início de 1919 foi classificado para o 3º Batalhão de Engenharia de Cachoeira do Sul, no Rio Grande do Sul. Em agosto daquele ano foi promovido a major e nomeado pelo Ministro interino da Guerra, Alfredo Pinto, fiscal do Colégio Militar do Rio de Janeiro, cargo que exerceu até 1921.
Em dezembro 1921, alistou-se na chamada “Cruzada nacional contra a tuberculose” promovida pela Cruz vermelha, aderindo aos esforços militares para medidas de controle da epidemia.
Em 3 de dezembro de 1922 foi promovido a tenente-coronel, por antiguidade. Ainda em dezembro de 1922 foi nomeado interinamente como chefe de serviço no Estado-Maior da 1ª Região Militar, no Rio de Janeiro.
Em janeiro de 1923 foi nomeado Chefe de Gabinete do Ministro da Guerra, o Marechal Fernando Setembrino de Carvalho durante o Governo do Presidente da República Artur Bernardes. Exerceu o cargo até o final do Governo.
Em 13 de janeiro de 1925 foi promovido a coronel, por merecimento.
Ao longo da década de 1920 realizou curso na Escola de Estado-Maior do Exército, curso de revisão orientado pela Missão Militar Francesa e ainda todos os demais cursos de aperfeiçoamento para o oficialato.
Entre julho de 1927 e abril de 1929 comandou o 4º Batalhão de Engenharia de Itajubá, no Estado de Minas Gerais.
Em julho 1929 foi nomeado chefe de divisão da diretoria de engenharia.
Em 1931, Chefiou a 5ª Circunscrição de Recrutamento, em São Paulo.
Em 28 de novembro de 1930 o coronel foi transferido do quadro suplementar para o ordinário e classificado no 6º Batalhão de Engenharia de Aquidauana, então cidade do Estado do Mato Grosso.
Em 1932, no comando do 6º Batalhão de Engenharia de Aquidauna, participou junto do general de brigada Bertoldo Klinger das conspirações, recrutamento e preparativos para a Revolução Constitucionalista no Mato Grosso. Na ocasião da deflagração da Revolução Constitucionalista de 1932, ocorrida na capital de São Paulo na noite de 9 de julho, comandava a Circunscrição Militar do Mato Grosso, que havia assumido interinamente no dia anterior após a súbita reforma administrativa do general Bertoldo Klinger, por conta de infrações disciplinares deste. Em 10 de julho, alinhado à conspiração liderada pelo general Klinger no Mato Grosso, declarou a adesão da Circunscrição Militar à Revolução Constitucionalista e iniciou a tomada de controle da região sul do então Estado do Mato Grosso, iniciando pela tomada das guarnições militares de Campo Grande. Em 11 de julho presidiu a cerimônia oficial da criação do Estado de Maracaju, resultado da emancipação da região sul do Mato Grosso, declarando apoio a Revolução Constitucionalista, tendo a frente do governo estadual Vespasiano Martins. No ato estiveram presentes as mais altas patentes militares da guarnição, grande número de pessoas representativas da cidade, autoridades civis e populares. Também preveniu possíveis ofensivas vindas da capital Cuiabá e de Corumbá, em virtude da não adesão do interventor federal Leônidas Mattos e do 1º Batalhão da Força Pública do Mato Grosso, do 17º Batalhão de Caçadores e de uma Cia reduzida do 16º Batalhão de Caçadores da capital. Enviou tropas para Coxim, ao norte; a Santana Paranaíba, a leste; Corumbá, Forte Coimbra e Porto Murtinho, a oeste; e nas regiões ao sul, em Três Lagoas, Bela Vista e Ponta Porã. Em meados de setembro de 1932 as tropas rebeldes controlavam completamente a região sul do Estado do Mato Grosso, garantindo ainda acesso à navegação nos Rios Paraná e Paraguai. Ao final de julho, deixou o comando da Circunscrição Militar para o coronel Francisco Jaguaribe Gomes de Mattos, em virtude de convocação a São Paulo pelo general Klinger. Por conta de sua adesão à Revolução foi reformado administrativamente e excluído dos quadros do Exército Brasileiro em 30 de julho de 1932.
Em 1º de setembro de 1932 foi nomeado pelo general Klinger para o comando do denominado setor leste e oeste de combate que compreendia a região norte, nordeste e noroeste do Estado de São Paulo. Em Jaguary (atual Jaguariuna) assumiu o comando do Destacamento, em substituição ao tenente-coronel da Força Pública de São Paulo João Dias de Campos, após a perda da posição de Itapira. Em 15 de setembro, após diversos reveses militares, com perdas de importantes posições no setor de combate, como as de Amparo e as de Mogi Mirim, o coronel deixou o cargo. Foi substituído pelos coronéis Herculano de Carvalho e Silva e Eduardo Lejeune, os quais, respectivamente, comandaram o destacamento e o setor de combate. Na sequência, dedicou-se nos planos de construção de defesas e fortificações na serra dos cristais, em Jundiaí, em virtude da iminente queda das cidades de Campinas, Bragança Paulista e Limeira. Contudo, em 27 de setembro, após início das tratativas para o fim do conflito, as obras foram suspensas.
Com o fim da Revolução Constitucionalista ficou detido provisoriamente no Presídio do Meyer, na então capital federal. Em 30 de novembro de 1932 foi deportado para Lisboa, em Portugal, pelo vapor “Raul Soares”, na segunda leva de exilados políticos. O seu filho, então 2º tenente Rubens de Paiva acompanhou o pai no exílio. Retornou somente em fevereiro de 1934, após autorização especial e na expectativa da anistia geral. Em agosto de 1934 foi readmitido no serviço ativo Exército Brasileiro, com todos os direitos e regalias recebidos retroativamente.
Em 19 de dezembro de 1935 passou para a reserva militar de primeira classe, de forma compulsória, por ter atingido o limite de idade para o serviço ativo do Exército.
Em junho de 1943 foi reformado militarmente.

## Morte
Morreu em 26 de maio de 1944, na cidade do Rio de Janeiro. Foi sepultado no Cemitério São João Batista, na capital fluminense.